# Imago

Animação da última muda de uma cícada, dando lugar a um imago.

Para insetos holometábolos, os quais sofrem metamorfose completa, tem-se a fase adulta chamada de estágio de imago, ou estágio imaginal.
Por exemplo, as borboletas adultas, imagos, alimentam-se do néctar de flores, frutos em decomposição e sais minerais encontrados em solo úmido. O conjunto das transformações que ocorrem durante o ciclo de vida de um lepidóptero é chamado de metamorfose.

## Etimologia
Imago é Latim para "imagem".